# Ánydro
Ánydro är en ort i Grekland.   Den ligger i prefekturen Nomós Péllis och regionen Mellersta Makedonien, i den norra delen av landet, 300 km norr om huvudstaden Aten. Ánydro ligger 33 meter över havet och antalet invånare är 490.
Terrängen runt Ánydro är varierad. Runt Ánydro är det ganska tätbefolkat, med 96 invånare per kvadratkilometer. Närmaste större samhälle är Giannitsá, 17,4 km öster om Ánydro. Trakten runt Ánydro består till största delen av jordbruksmark.